# Вышелов
Вышелов (бел. Вышалаў) — деревня в Голубицком сельсовете Петриковского района Гомельской области Беларуси.

## География

### Расположение
В 13 км на запад от Петрикова, 25 км от железнодорожной станции Муляровка (на линии Лунинец — Калинковичи), 203 км от Гомеля.

### Гидрография
На реке Припять (приток реки Днепр), на юге озёра Максимово и Речище.

### Транспортная сеть
Рядом автодорога Житковичи — Петриков. Планировка состоит из дугообразной широтной улицы, на севере — короткая прямолинейная улица с широтной ориентацией с переулком. Застройка двусторонняя, деревянная, усадебного типа.

## История
Выявленное археологами поселение III-го тысячелетия до н. э. (на западной окраине) свидетельствует о заселении этих мест с давних времён. По письменным источникам известна с XVI века как деревня Вишалгов. После 2-го раздела Речи Посполитой (1793 год) в составе Российской империи. В 1811 году владение Киневичей. Согласно переписи 1897 года действовали часовня, хлебозапасный магазин. В 1908 году в Лясковичской волости Мозырского уезда Минской губернии. В 1913 году открыта церковно-приходская школа, которая размещалась в наёмном крестьянском доме.
В 1930 году организован колхоз «Красный строитель», работали ветряная мельница и кузница. Во время Великой Отечественной войны 57 жителей погибли на фронте. Согласно переписи 1959 года в составе совхоза «Голубичский» (центр — деревня Голубица). Действуют отделение связи, клуб, библиотека(закрыта, здание выставлено на торги)

## Население

### Численность
- 2004 год — 95 хозяйств, 159 жителей.

### Динамика
- 1811 год — 61 двор.
- 1897 год — 353 жителя (согласно переписи).
- 1908 год — 63 двора, 386 жителей.
- 1917 год — 466 жителей.
- 1925 год — 84 двора.
- 1959 год — 582 жителя (согласно переписи).
- 2004 год — 95 хозяйств, 159 жителей.